# Умалат I Шамхал
Умалат I Шамхал(также Умал Мухаммад (ум. 1557) кум. Умалат Сурхайны Уланы(Умал Магьаммат Сурхайны Уланы) — правитель Тарковского шамхальства, один из наиболее влиятельных шамхалов в истории Северо-Восточного Кавказа. Он правил в период укрепления политической власти шамхальства и установления широких международных контактов.

## Происхождение
Умалат I происходил из династии шамхалов Тарковских, был сыном Сурхай-шамхала I и внуком Гирай-шамхала.

## Внутренняя политика
Для укрепления власти Умалат опирался на поддержку кумыкских родов и заключил союзы с частью горских обществ. Это позволило сохранить внутреннюю стабильность и усилить административную структуру шамхальства.

## Внешняя политика
Умалат наладил дипломатические отношения с Персией, Ширваном и другими кавказскими феодальными владениями. Его двору приписываются брачные и политические союзы, укрепившие влияние шамхала в регионе.

## Наследие
После смерти Умалата I в 1557 году власть перешла к его сыну — Будаю I, который продолжил политическую линию отца, но столкнулся с ростом влияния России в регионе.